# Korieniowszczino
Korieniowszczino (ros. Коренёвщино) – wieś (sieło) w Rosji, w obwodzie lipieckim, w rejonie dobrowskim. W 2021 liczyła 575 mieszkańców.